# Matisia dolichosiphon
Matisia dolichosiphon är en malvaväxtart som först beskrevs av Robyns och Nilsson, och fick sitt nu gällande namn av W.S. Alverson. Matisia dolichosiphon ingår i släktet Matisia och familjen malvaväxter. Inga underarter finns listade i Catalogue of Life.